# Polyspora concentricicatrix
Polyspora concentricicatrix är en tvåhjärtbladig växtart som först beskrevs av Isaac Henry Burkill, och fick sitt nu gällande namn av Orel, Peter G.Wilson, Curry och Luu. Polyspora concentricicatrix ingår i släktet Polyspora och familjen Theaceae. Inga underarter finns listade i Catalogue of Life.